# Pneumatopteris usambarensis
Pneumatopteris usambarensis är en kärrbräkenväxtart som beskrevs av Holtt. Pneumatopteris usambarensis ingår i släktet Pneumatopteris och familjen Thelypteridaceae. Inga underarter finns listade.